# Evelyne Marie France Neff
Evelyne Marie France Neff (* 12. Oktober 1941 in Hussigny-Godbrange, Frankreich) ist eine französisch-deutsche Politikerin. Sie erhielt für ihr politisches Engagement das Bundesverdienstkreuz am Bande. Sie hat die deutsche und die französischer Staatsbürgerschaft.

## Politischer Werdegang
Die studierte Altphilologin Neff engagierte sich unter dem Einfluss von Willy Brandt und Pius Kopp  im SPD-Ortsverein Schramberg und in der Arbeiterwohlfahrt Schramberg. Im Jahr 1973 wurde sie erst Ortsvereinsvorsitzende, dann Kreisvorsitzende der SPD. Sie wurde in den Landesvorstand der SPD Baden-Württemberg gewählt und übernahm auch Verantwortung auf Bundesebene der SPD. So war sie unter anderem eine der Vorsitzenden der Arbeitsgemeinschaft sozialdemokratischer Frauen (ASF). 
Mit dem Ende der sozialliberalen Regierung Schmidt zog sich Neff aus der Bundes- und Landespolitik zurück. Sie erwarb ein Kreismandat für die SPD im Landkreis Rottweil, das sie über 20 Jahre bis Anfang 2003 behielt. 
Im Jahr 2003 erhielt Evelyne Neff für ihr politisches Engagement – sowie ihre ehrenamtliche Arbeit – und ihr Bemühen um die deutsch-französische Freundschaft das Bundesverdienstkreuz am Bande.

## Leben
Evelyne Neff heiratete im Jahr 1962 den aus Saulgau stammenden Winfried Neff. Der spätere Oberstudienrat für Französisch und Geschichte lehrte am Gymnasium Schramberg. Er verstarb im Jahr 1992 an einem Krebsleiden.
Evelyne Neff ist Mutter von drei Kindern sowie Großmutter von sechs Enkelkindern. Der Geograph Christophe Neff ist eines ihrer Kinder.
Neff hat sich weitestgehend aus dem politischen und öffentlichen Leben zurückgezogen. Sie lebt am Rande der Raumschaft Schramberg in Sulz am Neckar. Zeitweise lebt sie auch in Leucate in Südfrankreich, wo sie sich unter anderem der Aquarell- und Landschaftsmalerei widmet. Weiterhin betreibt sie ein deutsch-französisches Blog, das hauptsächlich der europäischen Sozialdemokratie, den Deutsch-Französischen Beziehungen sowie Leucate und der Raumschaft Schramberg gewidmet ist.